# Löwenstein
Löwenstein er en tysk by, der ligger 20 km sydøst for Heilbronn, i Landkreis Heilbronn i Regierungsbezirk Stuttgart i Baden-Württemberg. Byen ligger nær Obersulm, den er et statsanerkendt turiststed (staatlich anerkannter Erholungsort), og den havde 3.379 indbyggere i 2020.
Byens borg blev ødelagt af de kejserlige tropper i 1634.